# Badaling

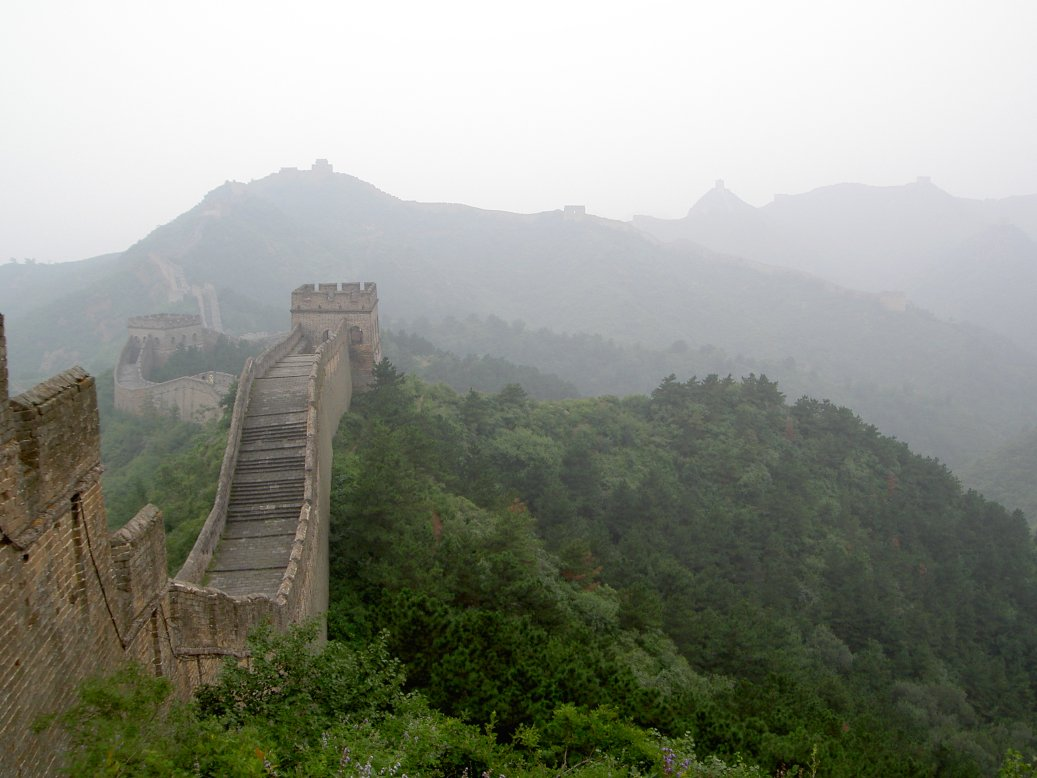
Badaling

Badaling (八達嶺鎮 / 八达岭镇,  Bādálǐng Zhèn) ist eine Großgemeinde (China) im Süden des Kreises Yanqing im Gebiet der regierungsunmittelbaren Stadt Peking, der Hauptstadt der Volksrepublik China. Sie liegt 60 km von der Kernstadt Peking entfernt und hat eine Fläche von 99,37 km² und 8.094 Einwohner (Stand: Zensus 2020). In Badaling liegt der am häufigsten besuchte Abschnitt der Chinesischen Mauer. Der betreffende Abschnitt der Großen Mauer im Gebirge Jundu Shan (军都山) wurde während der Ming-Dynastie erbaut, mit einem militärischen Vorposten, der die strategische Bedeutung der Örtlichkeit widerspiegelt.

## Administrative Gliederung
Badaling setzt sich aus einer Einwohnergemeinschaft und 15 Dörfern zusammen. Diese sind:
Einwohnergemeinschaft Badaling (八达岭镇社区);
Dorf Bangshuiyu (帮水峪村)
Dorf Chadao (岔道村)
Dorf Chengjiayao (程家窑村)
Dorf Dafutuo (大浮坨村)
Dorf Dongcaoying (东曹营村)
Dorf Donggou (东沟村)
Dorf Lipao (里炮村)
Dorf Nanyuan (南元村)
Dorf Sanpu (三堡村)
Dorf Shifosi (石佛寺村)
Dorf Shixia (石峡村)
Dorf Waipao (外炮村)
Dorf Xiaofutuo (小浮坨村)
Dorf Xibazi (西拨子村), Regierungssitz der Großgemeinde
Dorf Yingchengzi (营城子村)

## Große Mauer

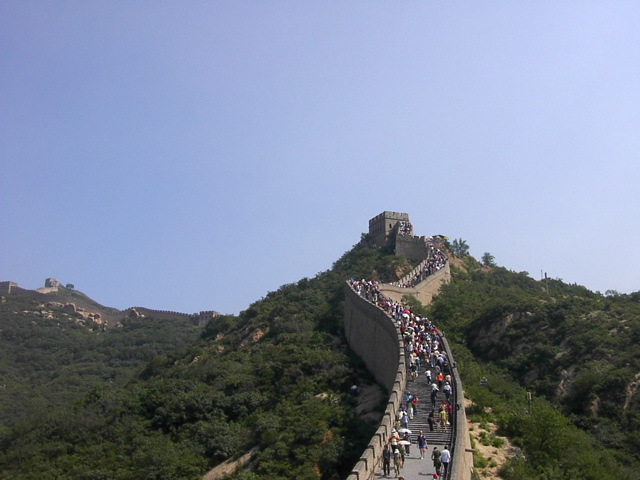
Mauerbesucher bei Badaling

Der Mauerabschnitt von Badaling wurde aufwändig restauriert und war bei seiner Eröffnung im Jahre 1957 der erste Abschnitt der Mauer, der von Touristen besucht werden konnte. Heute wird das Gebiet von Millionen Menschen besucht, und die unmittelbare Umgebung erfuhr eine bedeutende Entwicklung, einschließlich des Baus von Hotels, Restaurants und einer Kabinenseilbahn. Die Badaling-Autobahn (八达岭高速公路,  Bādálíng Gāosù Gōnglù) verbindet Badaling mit Peking.
Dieser Mauerabschnitt bietet immer wieder den Hintergrund für öffentliche Ereignisse. So besuchte Richard Nixon am 24. Februar 1972 mit seiner Gattin diese Stelle während seiner historischen Chinareise. Während der Olympischen Spiele 2008 waren Badaling und die Schnellstraße der Austragungsort der Abschlussrunde des Straßenradrennens. Einige Runden des Kurses passierten die Mauer an den Toren.
Der Badaling-Abschnitt der Großen Mauer (万里长城—八达岭,  Wanli Changcheng - Badaling) steht seit 1961 auf der Liste der Denkmäler der Volksrepublik China (1-101). Die UNESCO erklärte die Chinesische Mauer 1987 zum Welterbe. Die Volkssagen vom Badaling-Abschnitt der Großen Mauer (八达岭长城传说,  Badaling Changcheng chuanshuo) stehen auf der Liste des immateriellen Kulturerbes der Volksrepublik China (Nr. 519). 1994 wurde hier ein Museum zu den verschiedenen Aspekten der Großen Mauer (englisch Name: China Great Wall Museum) eröffnet.